# Nationale Volksarmee
Nationale Volksarmee (NVA), även känd som Röda Preussiska Folkarmén var 1956–1990 Östtysklands krigsmakt. Den omfattade armé, flygvapen och marin. NVA utgjorde en del av DDR:s väpnade styrkor, dess strids- och säkerhetskrafter.

## Historia

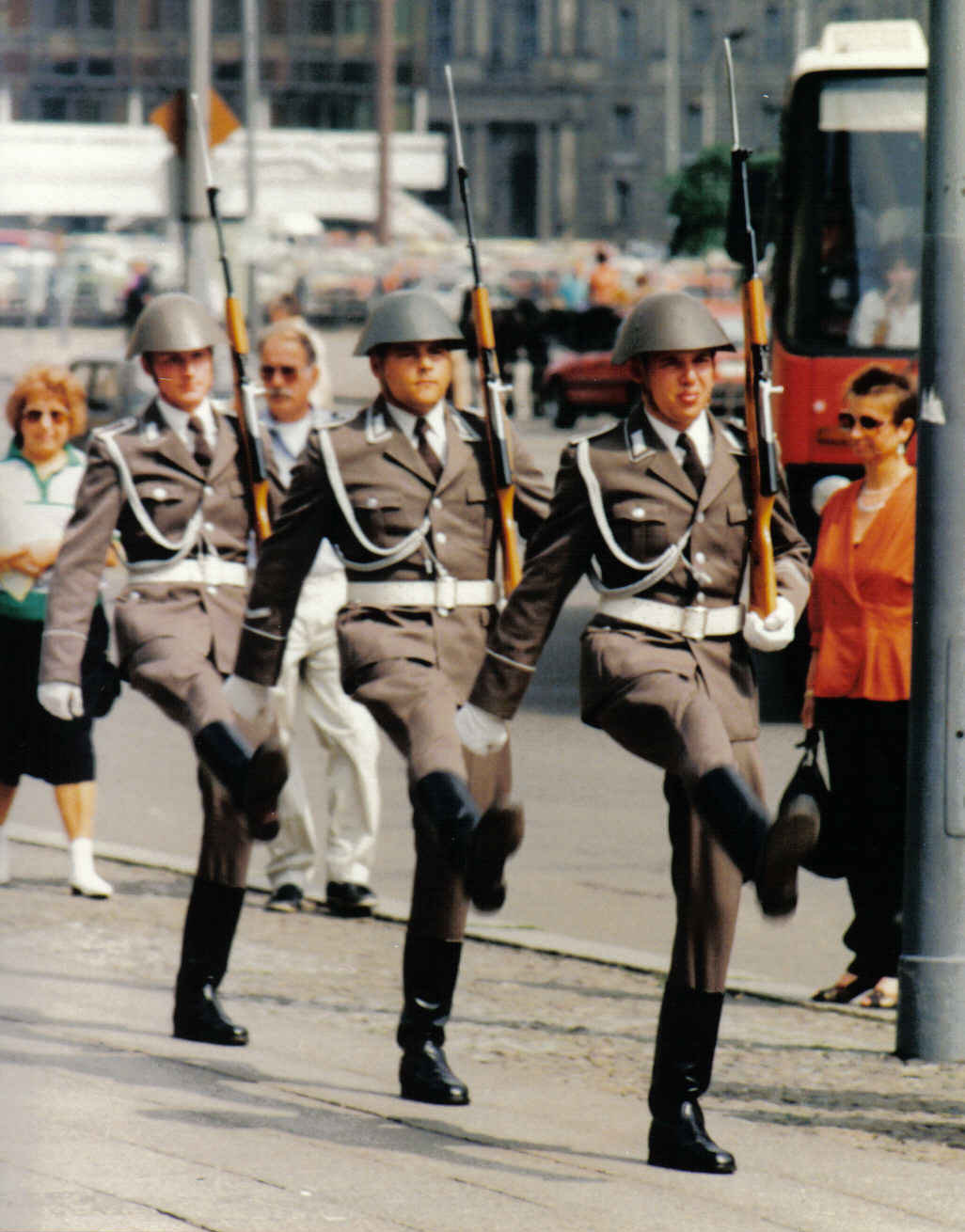
NVA-soldater i Stechschritt vid Neue Wache i Berlin.

Nationale Volksarmee skapades 1956 som ett svar på Västtysklands skapande av Bundeswehr. Man började bygga upp militära styrkor i DDR ett par år efter krigsslutet och Verwaltung für Schulung (VfS) bildades 25 augusti 1949, 14 oktober ombildades Vfs till Hauptverwaltung für Ausbildung (HVA). Juli 1952 bildades så Kasernierte Volkspolizei (KVP) från HVA och fyra år senare bildades formellt den östtyska militären, Nationale Volksarmee (NVA). Östtysklands första försvarsminister var Willi Stoph, han efterträddes 1960 av armégeneralen Heinz Hoffmann som under 25 år hade posten. 
Till en början var Volksarmee frivilligt att delta i men från 1962 hade DDR värnplikt för att nå målet om 170 000 inkallade soldater. 
1968 deltog NVA som en del av Warszawapaktens styrkor vid invasionen av Tjeckoslovakien. NVA deltog i de bakre leden vid gränsen och hade hand om logistik. Orsakerna till detta var politiska då det hade varit första gången tyska trupper gick in ett land efter andra världskriget. NVA hade förhöjd beredskap vid flera tillfällen: 1961 då Berlinmuren började byggas, Kubakrisen 1962, Pragvåren 1968 och hösten 1989. Det fanns även planer på att sätta in NVA tillsammans med sovjetiska styrkor i samband med oroligheterna i Polen 1981. 
Heinz Kessler efterträdde Heinz Hoffmann som försvarsminister efter dennes bortgång 1985 och hade posten fram till 1989 då Theodor Hoffmann (1989–1990) och Rainer Eppelmann (1990) var de sista försvarsministrarna. 1990 överfördes NVA:s delar till Bundeswehr. De flesta anläggningarna lades ner och den militära utrustningen såldes eller skänktes bort till bland andra Turkiet och Indonesien. Stora mängder vapen såldes även till Finland och Sverige. Endast en liten del av den anställda militära personalen från NVA överfördes till Bundeswehr efter återföreningen, av 36 000 personer övertogs 3200 av Bundeswehr.
I Östtyskland firades Folkarméns tag, Tag der NVA, 1 mars varje år från 1957.

## Militära traditioner

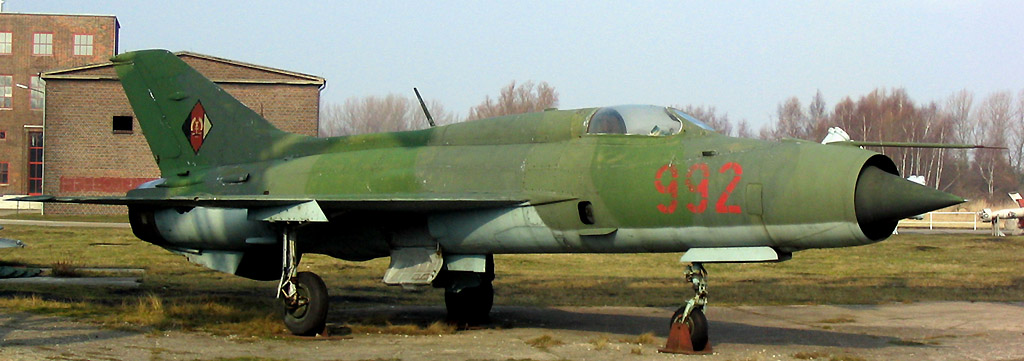
MiG-21.

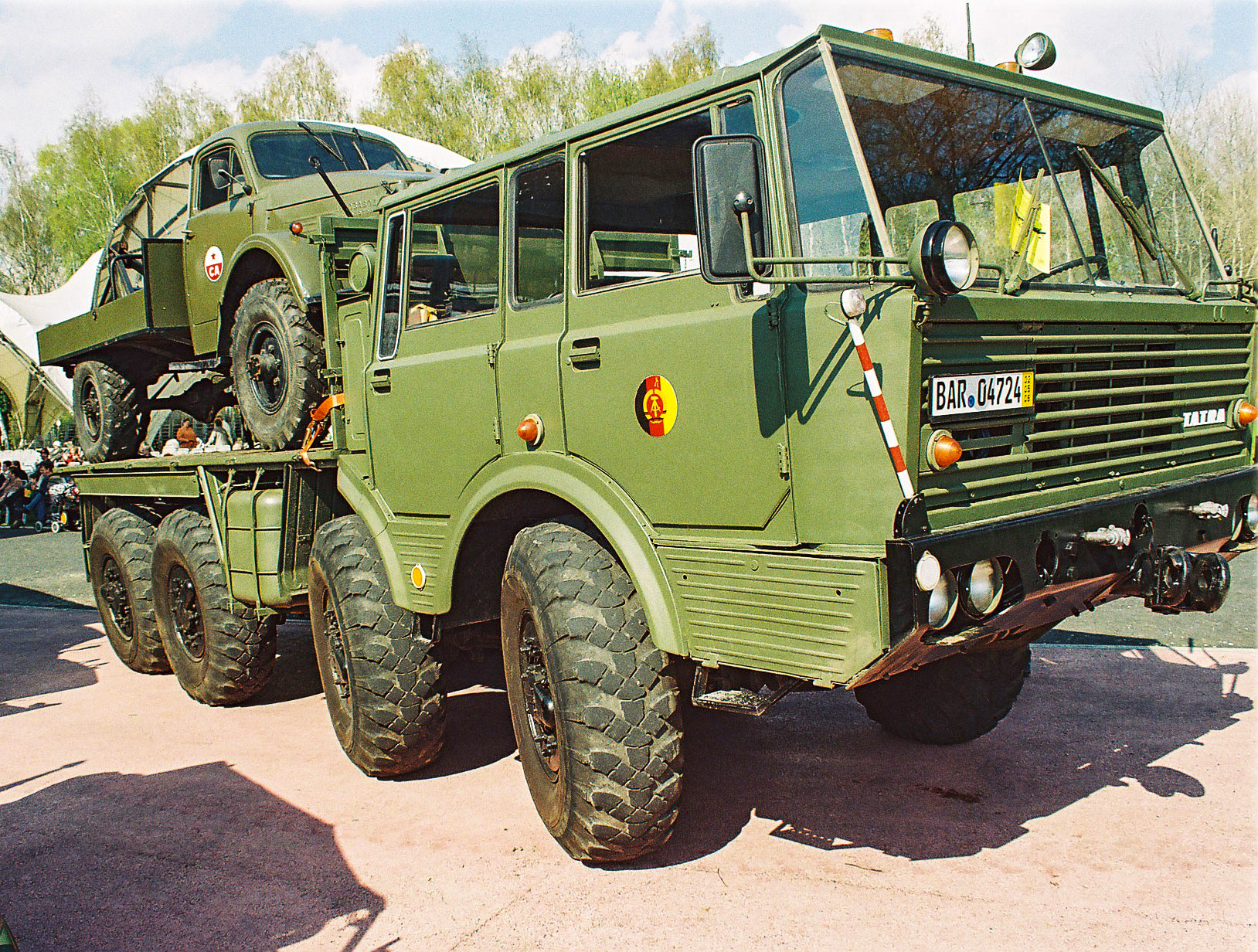
Tatra 813

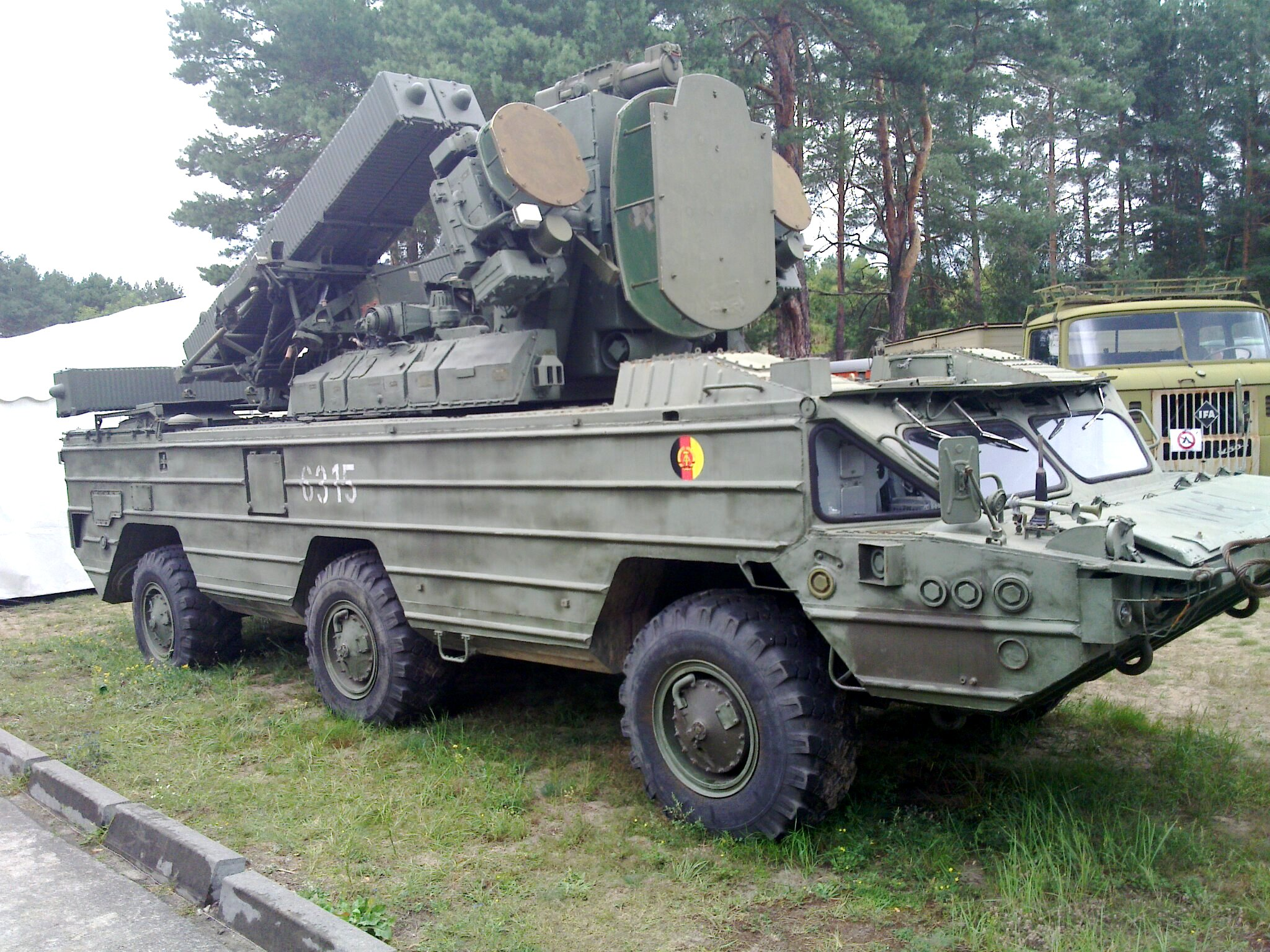
9K33 Osa

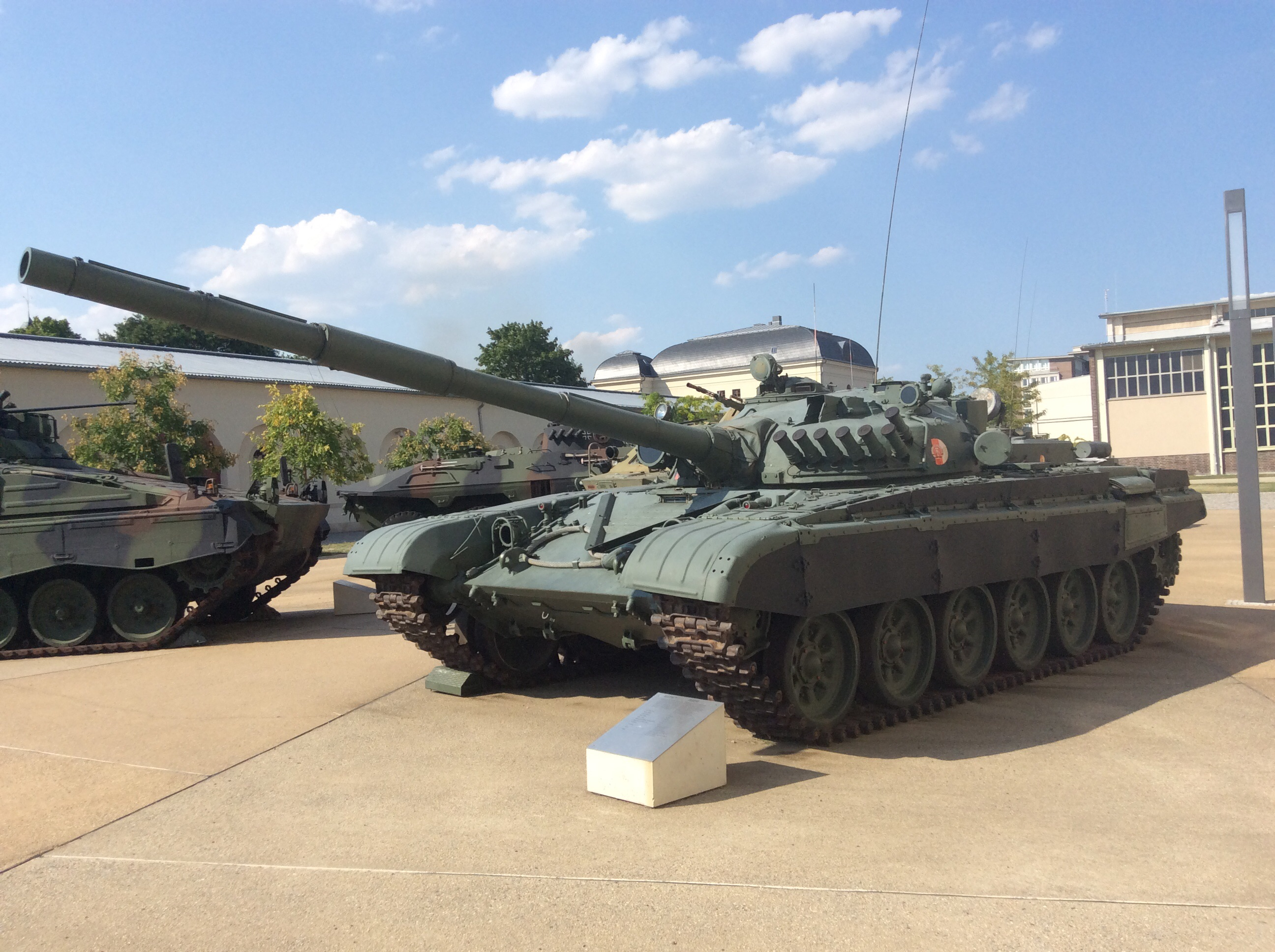
T-72

NVA såg sina militära förebilder i de stridande under de Tyska bondekriget 1525, Befrielsekrigen 1813 och revolutionerna 1848 och 1918. Förebilder i övrigt var de internationella brigaderna under det Spanska inbördeskriget 1936 och den egna insatsen i samband med byggandet av Berlinmuren 1961 ("Rettung des Friedens durch die NVA"). De Preussiska och Wehrmacht traditionerna återfanns i form av Großer Zapfenstreich och bibehållandet av Stechschritt (modifierat som Exerzierschritt). NVA:s paradmarsch var Yorckscher Marsch.
I likhet med detta hämtade sjöstridskrafterna, från 1960 Volksmarine, sina traditioner från matrosupproret i Kiel 1918. Den östtyska marinen hade dock svårare att hämta traditioner från den tidigare tyska marina historien i övrigt där försök ofta klassades som "politiskt icke opportuna" ("politisch nicht opportun") av den politiska ledningen. År 1987 när NVA Zentralorchester uppträdde i Sverige körde man en dubbel Schellenbaum och, vilket enbart Wehrmacht och SS tidigare gjort.

## Struktur

### De tre försvarsgrenarna
Landstreitkräfte der DDR (Armén).
 Luftstreitkräfte der NVA (Flygvapnet).
 Volksmarine (Flottan).
NVA organiserades i arméstridskrafter (Landstreitkräfte), folkmarinen (Volksmarine) och luftstridskrafterna (Luftstreitkräfte u. Luftverteidigung; LSK/LV). Folkarmén hade 1987 176 000 soldater och sjömän under fanorna. Landstridskafterna delades in i Militärområde III i Leipzig och Militärområde V i Neubrandenburg, vardera med en pansardivision och två motoriserade skyttedivisioner. Militärområde III lydde direkt under de sovjetiska trupperna i Polen, medan militärområde V lydde direkt under de sovjetiska trupperna i DDR. Dessutom fanns fyra divisioner som mobiliseringsförband. Arméstridskrafterna uppgick 1987 till 120 000 man. Folkmarinen hade sitt högkvarter i Rostock och omfattade totalt 16 000 man, med korvetter, robotbåtar, landstigningsbåtar och minsvepare, men inga ubåtar. Den var i princip helt underställd den sovjetiska Östersjöflottan. Luftstridskrafterna indelades i en luftarmékår med två flygdivisioner. Totalt hade man 6 jaktflottiljer, en attackflottilj,  och en av vardera utbildnings- helikopter- och transportflottilj. Luftstridskrafterna uppgick till 40 000 man 1987. LSK/LV var helt integrerat i Warszawapaktens luftförsvarssystem.
Grenztruppen der DDR, gränsbevakningen, var integrerad i NVA till 1972, då de bröts ur, för att kringgå SALT-avtalet. Gränstrupperna uppgick till 49 000 man 1987. De lydde även fortsättningsvis under försvarsministeriet. 

### Generalstaber (Kommando)
- Den östtyska generalstaben var Ministerium für Nationale Verteidigung och hade sitt högkvarter i Strausberg.
  - Kommando Landstreitkräfte (KdoLaSK) - Geltow (utanför Potsdam)
  - Kommando Luftstreitkräfte und Luftverteidigungskräfte (KdoLSK/LV) - Strausberg
  - Kommando Volksmarine (KdoVM) - Rostock

## Flygplan
Då Bundeswehr tog över NVA medförde detta att man fick ta över materiel som dittills inte funnits i den tyska försvarsmakten, till exempel fick Luftwaffe plötsligt MiG-stridsplan. Av dessa såldes större delen till andra länder i det tidigare östblocket, men Bundeswehr behöll 24 st MiG-29. Stridsplanen var baserade i Rostock-Laage och flögs av Jagdgeschwader 73 Steinhoff.

## Militära grader
De militära graderna i NVA återspeglade det dubbla arvet i DDR; både det från Preussen och från Sovjet, både det från Wehrmacht och det från Sovjetarmén. Det preussiska arvet manifesterade sig framförallt i gradernas benämningar. Det sovjetiska inte minst i gradstrukturen. Så fanns det, till exempel, fyra kompaniofficersgrader, inte tre. I DDR infördes efter sovjetisk förebild ett trebefälssystem; fänrikarna motsvarade de ryska прапорщик (praporschik), underofficerare, och var inte kadetter. 
Nedan görs en jämförelse med motsvarande militära grader i Sverige, före tjänsteställningsreformen 1972.

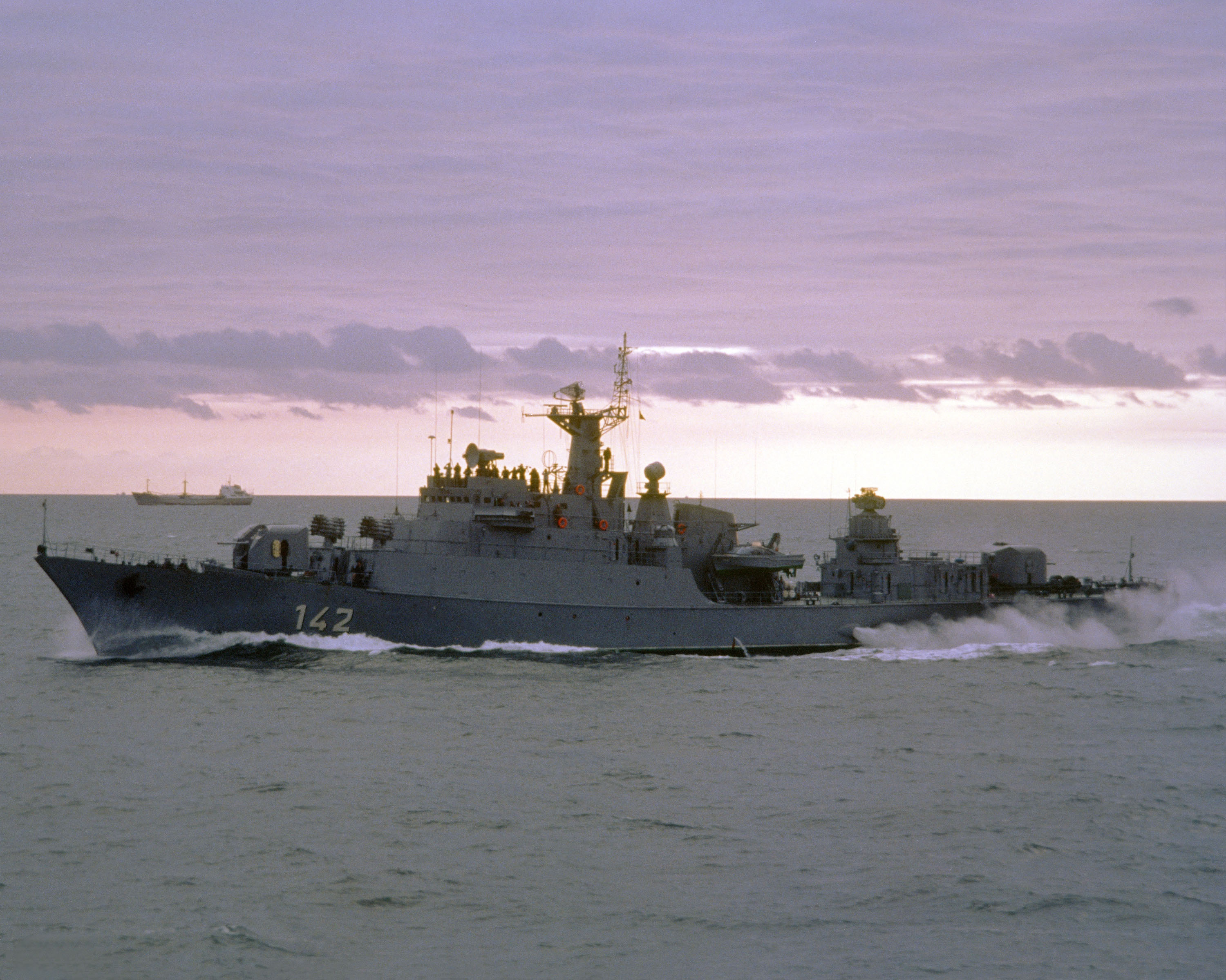
Fregatten Berlin från Koni-klassen

- Soldat (menig)
- Gefreiter
- Stabsgefreiter  (vicekorpral)
- Unteroffizier (korpral)
- Unterfeldwebel (furir)
- Feldwebel (överfurir)
- Oberfeldwebel
- Stabsfeldwebel (rustmästare)
- Fähnrich (sergeant)
- Oberfähnrich
- Stabsfähnrich (fanjunkare)
- Stabsoberfähnrich (förvaltare)
- Unterleutnant (fänrik)
- Leutnant
- Oberleutnant (löjtnant)
- Hauptmann (kapten)
- Major (major)
- Oberstleutnant (överstelöjtnant)
- Oberst (överste)
- Generalmajor (generalmajor)
- Generalleutnant (generallöjtnant)
- Generaloberst
- Armeegeneral (general)
- Marschall der DDR

### Gradbeteckningar
| OFFICERARE        | OFFICERARE   | OFFICERARE    | OFFICERARE      | OFFICERARE   |
| Marschall der DDR | Armeegeneral | Generaloberst | Generalleutnant | Generalmajor |
| ----------------- | ------------ | ------------- | --------------- | ------------ |
|                   |              |               |                 |              |

| Oberst | Oberstleutnant | Major | Hauptmann | Oberleutnant | Leutnant | Unterleutnant |
| ------ | -------------- | ----- | --------- | ------------ | -------- | ------------- |
|        |                |       |           |              |          |               |

| UNDEROFFICERARE   | UNDEROFFICERARE | UNDEROFFICERARE | UNDEROFFICERARE |
| Stabsoberfähnrich | Stabsfähnrich   | Oberfähnrich    | Fähnrich        |
| ----------------- | --------------- | --------------- | --------------- |
|                   |                 |                 |                 |

| UNDERBEFÄL     | UNDERBEFÄL    | UNDERBEFÄL | UNDERBEFÄL     | UNDERBEFÄL    |
| Stabsfeldwebel | Oberfeldwebel | Feldwebel  | Unterfeldwebel | Unteroffizier |
| -------------- | ------------- | ---------- | -------------- | ------------- |
|                |               |            |                |               |

| MANSKAP        | MANSKAP   | MANSKAP |
| Stabsgefreiter | Gefreiter | Soldat  |
| -------------- | --------- | ------- |
|                |           |         |